# Starý Tekov
Starý Tekov é um município da Eslováquia, situado no distrito de Levice, na região de Nitra. Tem 10,57 km² de área e sua população em 2018 foi estimada em 1.475 habitantes.

## Demografia
| Ano:        | 1994 | 2004   | 2014   | 2024    |
| ----------- | ---- | ------ | ------ | ------- |
| Broj ljudi: | 1490 | 1467   | 1414   | 1597    |
| Razlika:    |      | -1,54% | -3,61% | +12,94% |

| Ano:               | 2023 | 2024   |
| ------------------ | ---- | ------ |
| Número de pessoas: | 1548 | 1597   |
| Diferença:         |      | +3,16% |